# Pasqualino De Santis
Pasqualino De Santis (* 24. April 1927 in Fondi (Latium); † 23. Juni 1996 in Lemberg in der Ukraine) war ein italienischer Kameramann.
De Santis war ab den 1950er Jahren zunächst als Kameraassistent und einfacher Kameramann tätig. Ab Mitte der 1960er Jahre war er als eigenständiger Kameramann aktiv und war als solcher an mehr als 50 Film- und Fernsehproduktionen beteiligt.
Höhepunkte seiner Karriere waren drei Auszeichnungen:
- 1969 – Oscar für „Romeo und Julia“ (Beste Kamera)
- 1985 – César-Nominierung für „Carmen“ (Beste Kamera)
- 1986 – César-Nominierung für „Harem“ (Beste Kamera)

Pasqualino De Santis war der Bruder des italienischen Regisseurs Giuseppe De Santis. Gelegentlich wurde er im Vor- bzw. Abspann der Filme mit seinem bürgerlichen Namen Pasquale De Santis aufgeführt. Er arbeitete mit renommierten Regisseuren wie Francesco Rosi, Luchino Visconti, Franco Zeffirelli und Robert Bresson zusammen.
Er starb 1996 in der Ukraine während der Dreharbeiten zu seinem letzten Film „Atempause“ an einem Herzanfall. Der Film kam erst 1998 in die Kinos.

## Filme (Auswahl)
- 1966: Venedig sehen – und erben… (The Honey Pot)
- 1967: Schöne Isabella (C'era una volta…)
- 1968: Romeo und Julia (Romeo and Juliet)
- 1969: Die Verdammten (La caduta degli dei)
- 1970: Bataillon der Verlorenen (Uomini contro)
- 1970: Tod in Venedig (Morte a Venezia)
- 1971: Der Fall Mattei (Il caso Mattei)
- 1972: Das Mädchen und der Mörder (L‘assassinat de Trotsky)
- 1972: Der Sizilianer (Torino nera)
- 1974: Lucky Luciano
- 1974: Gewalt und Leidenschaft (Gruppo di famiglia in un interno)
- 1974: Lancelot, Ritter der Königin (Lancelot du Lac)
- 1976: Die Macht und ihr Preis (Cadaveri eccellenti)
- 1976: Der Teufel möglicherweise (Le diable probablement)
- 1976: Die Unschuld (L’innocente)
- 1977: Ein besonderer Tag (Una giornata particolare)
- 1979: Christus kam nur bis Eboli (Cristo si è fermato a Eboli)
- 1979: Martin Eden (Fernsehvierteiler)
- 1980: Die Terrasse (La terrazza)
- 1982: Marco Polo (Fernseh-Miniserie)
- 1983: Das Geld (L'Argent)
- 1983: Unverstanden (Misunderstood)
- 1984: Carmen
- 1984: Sheena – Königin des Dschungels (Sheena)
- 1985: Harem
- 1987: Chronik eines angekündigten Todes (Cronaca di una morte annunciata)
- 1995: Ein Sommer am See (A Month by the Lake)
- 1998: Die Atempause (La tregua)